# Lulu Popplewell
Laura Francesca "Lulu" Popplewell (Londres, Inglaterra; 15 de enero de 1991) es una actriz británica, conocida por su papel de Daisy en la galardonada película Love Actually.

## Primeros años
Hija del juez Andrew Popplewell y de la doctora Debra Lomas, una dermatóloga,  es la hermana pequeña de Anna Popplewell y la hermana mayor de Freddie Popplewell, la sobrina del exjugador de cricket Nigel Popplewell, y la nieta del juez retirado Oliver Popplewell.

## Carrera
Popplewell es conocida por su papel de Daisy en Love Actually. En la radio hizo el papel de Lyra Belacqua en la trilogía de la BBC, La materia oscura.

## Filmografía
| Año  | Título                 | Papel | Notas                   |
| ---- | ---------------------- | ----- | ----------------------- |
| 2003 | Love Actually          | Daisy |                         |
| 2001 | Love in a Cold Climate | Emma  | miniserie de televisión |